# Матиас III фон дер Шуленбург
Матиас III фон дер Шуленбург (на немски: Matthias III von der Schulenburg; * пр. 1500; † 1542, Пеща, Унгария) е граф от род „фон дер Шуленбург“ от клон „Бялата линия“.

## Произход
Той е син на граф Бернхард XI фон дер Шуленбург († 1500, Верона) и съпругата му Аделхайд фон Бюлов, дъщеря на Вернер фон Бюлов († пр. 1478) и Аделхайд фон Рор. Внук е на Матиас I фон дер Шуленбург (1424 – 1477) и Анна фон Алвенслебен. Правнук е на рицар Фриц I фон дер Шуленбург († сл. 1415) и Хиполита фон Ягов. Баща му Бернхард XI се жени втори път ок. 1470 г. за фон Бисмарк.
Потомък е на рицар Вернер II фон дер Шуленбург († сл. 1304). През 14 век синовете на Вернер II разделят фамилията в Алтмарк на две линии, рицар Дитрих II (1304 – 1340) основава „Черната линия“, по-малкият му брат рицар Бернхард I († сл. 1340) основава „Бялата линия“. Днес родът е от 22. генерация.
Матиас III фон дер Шуленбург е убит на ок. 42 години през 1542 г. в битка при Пеща, Унгария.

## Фамилия
Първи брак: с Маргарета фон дер Люе († 1525). Те имат 11 деца:
- Якоб II (1515 – 1576), фрайхер, женен за Армгард фон Мюнххаузен (1530 – 1579)
- Кристоф († 1575), граф
- Франц
- Мориц († сл. 1541)
- Филип († 1547)
- Ханс
- Ернст
- Матиас IV († 1574), граф, женен за Магдалена фон Велтхайм
- Анна († сл. 1594), омъжена за Хайнрих фон Холщайн
- София
- Гертруд

Втори брак: с Анна фон Венкщерн († 1575), дъщеря на Йоахим фон Венкщерн и Армгард фон Росов. Те имат девет деца:
- Александер I (1535 – 1568), фрайхер
- Йосуа, граф
- Готфрид
- Ханс
- дете
- Елизабет († сл. 1594), омъжена за Валентин фон Редерн
- Маргарета, омъжена за Ото фон Хаке († 1590)
- Даниел I фон дер Шуленбург (* 3 юни 1538; † 6 ноември 1594), фрайхер, женен за Еренгард (Армгард) фон Алтен (* пр. 1538; † сл. 1611), дъщеря на Кристоф фон Алтен († 1538) и Магдалена фон Крам (1514 – 1599)
- Армгард († сл. 1575), омъжена за Георг фон Ягов